# Outernet
Pour Le projet de réseau, voir Outernet (réseau).
Albums de Globe
Relation
(1998) Lights
(2002)
Remix par Globe
Euro Global
(2000) Global Trance
(2001)
Singles
1. On the Way to You
Sortie : 29 mars 2000
2. The Main Lord
Sortie : 29 mars 2000
3. Throwin' Down in the Double 0
Sortie : 29 mars 2000
4. Tonikaku Mushō ni...
Sortie : 14 juin 2000
5. Don't Look Back / Like a Prayer
Sortie : 22 novembre 2000
6. Garden
Sortie : 28 mars 2001

Outernet (titré en minuscules : outernet) est le cinquième album original de Globe.

## Présentation
L'album, coécrit, composé et coproduit par Tetsuya Komuro, sort le 28 mars 2001 au Japon sur le label Avex Globe de la compagnie Avex, plus de deux ans après le précédent album original du groupe, Relation (entre-temps sont sortis sa compilation Cruise Record 1995-2000 en 1999 et ses albums de remix First Reproducts en 1999 et Super Eurobeat Presents Euro Global en 2000).
Il atteint la 9e place du classement des ventes de l'Oricon, et reste classé pendant sept semaines. C'est le premier album original du groupe à ne pas se classer numéro un, et c'est alors son album le moins bien classé et le moins vendu, incluant ceux de remix. 
L'album marque un tournant musical du groupe vers la musique électronique trance, d'où son faible succès par rapport aux précédents albums de style plus pop.
Il contient onze chansons et un titre instrumental, dont les sept chansons-titres des six singles (dont trois en solo et un "double face A") parus depuis un an (les singles précédents figurent sur la compilation Cruise Record de 1999) : On the Way to You (single solo de "Globe featuring Keiko"), The Main Lord (single solo de "Globe featuring Marc"), Throwin' Down in the Double 0 (single solo instrumental de "Globe featuring TK"), Tonikaku Mushō ni..., Don't Look Back / Like a Prayer, et Garden ; ces chansons sont cependant remaniées sur l'album.
Celui-ci ne contient donc que cinq nouvelles chansons, dont deux (le titre éponyme Outernet et Angel's Song) seront remixées sur le prochain album du groupe, l'album de remix Global Trance qui sortira cinq mois plus tard. Les versions instrumentales des trois premières chansons de l'album (Outernet, Garden, Angel's Song) figurent sur le dernier single Garden qui sort le même jour.

## Liste des titres
Les musiques sont composées par Tetsuya Komuro, avec Naoto Kine sur n°10 et 11.
| CD    | CD                                                                            | CD                            | CD    | CD | CD | CD | CD | CD | CD |
| No    | Titre                                                                         | Paroles                       | Durée |    |    |    |    |    |    |
| ----- | ----------------------------------------------------------------------------- | ----------------------------- | ----- | -- | -- | -- | -- | -- | -- |
| 1.    | Outernet (outernet)                                                           | Keiko ＆ Marc                 | 7:48  |    |    |    |    |    |    |
| 2.    | Garden (garden ; 22e single)                                                  | Marc ＆ Keiko                 | 8:50  |    |    |    |    |    |    |
| 3.    | Angel's Song (angel's song)                                                   | Globe                         | 7:18  |    |    |    |    |    |    |
| 4.    | Throwin' Down in the Double 0 (Instrumental ; single de "Globe featuring TK") | (Instrumental)                | 6:07  |    |    |    |    |    |    |
| 5.    | Like a Prayer (like a prayer ; co-face A du 21e single)                       | Tetsuya Komuro (rap par Marc) | 6:00  |    |    |    |    |    |    |
| 6.    | Tonikaku Mushō ni... (とにかく無性に... ; 20e single)                         | Keiko ＆ Marc                 | 5:30  |    |    |    |    |    |    |
| 7.    | The Main Lord (THE MAIN LORD ; single de "Globe featuring Marc")              | Marc                          | 5:07  |    |    |    |    |    |    |
| 8.    | Don't Look Back (DON’T LOOK BACK ; co-face A du 21e single)                   | Tetsuya Komuro (rap par Marc) | 8:41  |    |    |    |    |    |    |
| 9.    | Rakuen no Uso (楽園の嘘)                                                      | Keiko                         | 4:48  |    |    |    |    |    |    |
| 10.   | Another Sad Song (another sad song)                                           | Marc ＆ Keiko                 | 5:11  |    |    |    |    |    |    |
| 11.   | Soft Parade (soft parade)                                                     | Marc                          | 4:02  |    |    |    |    |    |    |
| 12.   | On the Way to You (on the way to YOU ; single de "Globe featuring Keiko")     | Keiko                         | 5:37  |    |    |    |    |    |    |
| 74:59 |                                                                               |                               |       |    |    |    |    |    |    |